# Fritz Vetter
Fritz Vetter (* 31. Oktober 1901 in Eichwalde; † 22. Januar 1969 in Springe) war ein deutscher Politiker (GB/BHE). Er war von 1955 bis 1963 Abgeordneter im Landtag von Niedersachsen.

## Leben
Vetter besuchte das Realreformgymnasium in Forst bis zur Oberprima. Von 1920 bis 1922 absolvierte er eine kaufmännische Lehre in Stade und war dort anschließend Leiter der Zweigniederlassung in Hamburg des Mineralölwerkes Stade. Im Jahr 1929 wurde er Kursusleiter der Berufsständischen Arbeitsgemeinschaft der deutschen Landwirtschaft. Vetter wurde 1931 Verlags- und Hauptschriftleiter der Naugarder Kreisdruckerei, der Naugarder Kreiszeitung sowie der Golinower Zeitung. 1933 wurde er Mitglied in der SA. Im April 1934 wurde er Verlagsdirektor der Pommerschen Reichspost und der Verlags-GmbH Stettin. 1937 wurde er Mitglied in der NSDAP (bei seiner Entnazifizierung in Hildesheim 1948 versuchte er glaubhaft zu machen, die Aufnahme in die NSDAP sei ohne eigenen Antrag allein auf Grund seiner SA-Mitgliedschaft erfolgt). Im Zweiten Weltkrieg wurde er im April 1945 vor Eberswalde schwer verwundet.
Im Mai 1946 wurde er mit seiner Familie in den Kreis Hildesheim umgesiedelt, zog jedoch im Jahr 1949 nach Springe um. Dort war er als Werbungsmittler tätig. Vetter war erster Kreisvorsitzender des Bundes der vertriebenen Deutschen. Vetter wurde Mitglied des Kreistages und Beigeordneter des Rates der Stadt Springe. In der dritten und vierten Wahlperiode war er Mitglied des Niedersächsischen Landtages, dem er von 1955 bis 1963 angehörte.